# Ralph Pruitt
Ralph Pruitt (* 4. Mai 1925 in Columbia, Tennessee; † 1986) war ein US-amerikanischer Rockabilly-Musiker.

## Leben
Pruitt startete seine Karriere nach dem Zweiten Weltkrieg. 1947 zog er nach Orlando, Florida. Erst 1958 veröffentlichte er auf seinem eigenen Plattenlabel Lark Records seine erste Single. Hey, Mr. Porter und This Heart Within Me wurden in den Shamrock Studios in Winter Park, Florida, zusammen mit den Rhythm Boys aufgenommen. Die Songs wurden Anfang 1959 von Meridian Records noch einmal veröffentlicht. Nach zwei weiteren Singles, unter anderem als Ralph Pruett, verliert sich Pruetts Spur.

## Diskografie
| Jahr      | Titel                                 | Plattenfirma         |
| --------- | ------------------------------------- | -------------------- |
| 1958      | Hey Mr. Porter / This Heart Within Me | Lark Records         |
| 1958/1958 | Hey Mr. Porter / This Heart Within Me | Meridian Records     |
| 1959      | Hey Mr. Porter / This Heart Within Me | Meridian Records     |
| 1959      | Louise / Someone Like You             | BB Records           |
| 19??      | Louise / She’s Fantasy                | Gorld Circle Records |